# Maria Carolina Benda
Maria Carolina Benda (verh. Wolf, * 1742 in Potsdam (getauft am 27. Dezember 1742); † 2. August 1820 in Weimar) war Sängerin, Pianistin, Komponistin und Kammersängerin am Hof der Herzogin Anna Amalia von Sachsen-Weimar-Eisenach.

## Leben
Maria Carolina Benda wurde 1742 als zweites von acht Kindern in Potsdam geboren und am 27. Dezember desselben Jahres im Berliner Dom in Berlin getauft. Sie war die Tochter des Violinisten und Komponisten Franz Benda. Ihre Mutter war Franziska Louise Eleonore Benda (geb. Stephanie), welche als Kammerjungfer der Markgräfin Wilhelmine von Bayreuth diente.
Durch den frühen Tod ihrer Mutter im Jahr 1758 wird vermutet, dass Maria Carolina zusammen mit ihrer älteren Schwester Wilhelmine Louise Dorothea die Erziehung ihrer vier jüngeren Geschwister Friedrich Wilhelm Heinrich, Carl Hermann Heinrich, Charlotte Henriette Sophie und Bernhardine Juliane übernahm. Die beiden anderen Geschwister Johann Christian Gottlieb und Luise Wilhelmine Amalia verstarben bereits im frühen Kindesalter.

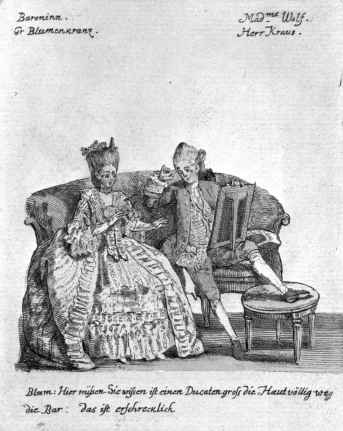
Maria C. Wolf 1776 als Baronin von Forstheim, Liebhabertheater Weimar, Radierung von Georg Melchior Kraus

Eine musikalische Ausbildung in Gesang und Klavierspiel erhielt Maria Carolina von ihrem Vater, welchen sie 1761 im Alter von 18 Jahren auf „Besuchs- und Kunstreise“ nach Gotha, Weimar und Rudolstadt begleiten durfte. Ein wichtiges Ereignis dieser Reise war die Eheschließung zwischen Franz Benda und seiner Schwägerin Caroline Wilhelmine Stephanie am 13. August 1761. Caroline Wilhelmine diente Anna Amalia von Sachsen-Weimar-Eisenach als Kammerjungfer, seit diese fünf Jahre alt war. Ihren Dienst als Kammerjungfer übertrug sie nach der Trauung an ihre Nichten und von da an Stieftöchter Maria Carolina und Wilhelmine Louise Dorothea. Maria Carolina wird des Weiteren von der Herzogin Anna Amalia als Kammersängerin engagiert.
Am Hof der Herzogin von Sachsen-Weimar-Eisenach lernte Maria Carolina den Hofkapellmeister, Pianisten und Komponisten Ernst Wilhelm Wolf kennen, welchen sie am 28. August 1770 heiratete. Anna Amalia übernahm die Kosten für die Hochzeit, denn sie wollte die beiden Künstler in Weimar halten.
Maria Carolina war Mitglied des „Liebhabertheaters“, welches 1775 am Hof der Herzogin entstand und von Johann Wolfgang von Goethe geleitet wurde. Sie trat als Darstellerin in verschiedenen Bühnenspielen auf:
- als Baronin von Forstheim in Der Postzug oder die noblen Passionen  - ein Lustspiel von Cornelius Hermann von Ayrenhoff
- als Olympia in Erwin und Elmire – ein Singspiel von Johann Wolfgang von Goethe, vertont von Anna Amalia von Weimar
- als Esther in Das Jahrmarktfest von Plundersweilern – ein Schwank von Johann Wolfgang von Goethe
- als Dilara in Zobeis – ein Trauerspiel von Friedrich Hildebrand von Einsiedel[7]

Maria Carolina starb am 2. August 1820, 28 Jahre nach ihrem Mann Ernst Wilhelm Wolf. Bis zu ihrem Tode lebte sie in Weimar.

## Werke
- An die Rose. In: Der Teutsche Merkur. 1779, 3. Viertelj.
- Die Rose. In: Der Teutsche Merkur. 1779, 4. Viertelj.
- „Glänzender sinket die Sonne.“ In: Der Teutsche Merkur 1785, 4. Viertelj.[9]
- Des armen Suschens Traum : „Ich träumte, wie um Mitternacht ...“ (Textdichter: Gottfried August Bürger). In: Friedrich Karl von Erlach (Hrsg.): Die Volkslieder der Deutschen : eine vollständige Sammlung der vorzüglichen deutschen Volkslieder von der Mitte des fünfzehnten bis in die erste Hälfte des neunzehnten Jahrhunderts. Bd. 5. Hoff, Mannheim 1836, S. 44–45.